# الموقع الأثري بحيدرة
الموقع الأثري بحيدرة هو موقع أثري يقع في مدينة حيدرة في ولاية القصرين. ويجسد هذا الموقع مدينة أميدرة التاريخية ويضم الموقع العديد من المعالم الأثرية الهامة من قوس نصر وأضرحة وكنائس يعود تاريخها للعهد البيزنطي.

## المعالم

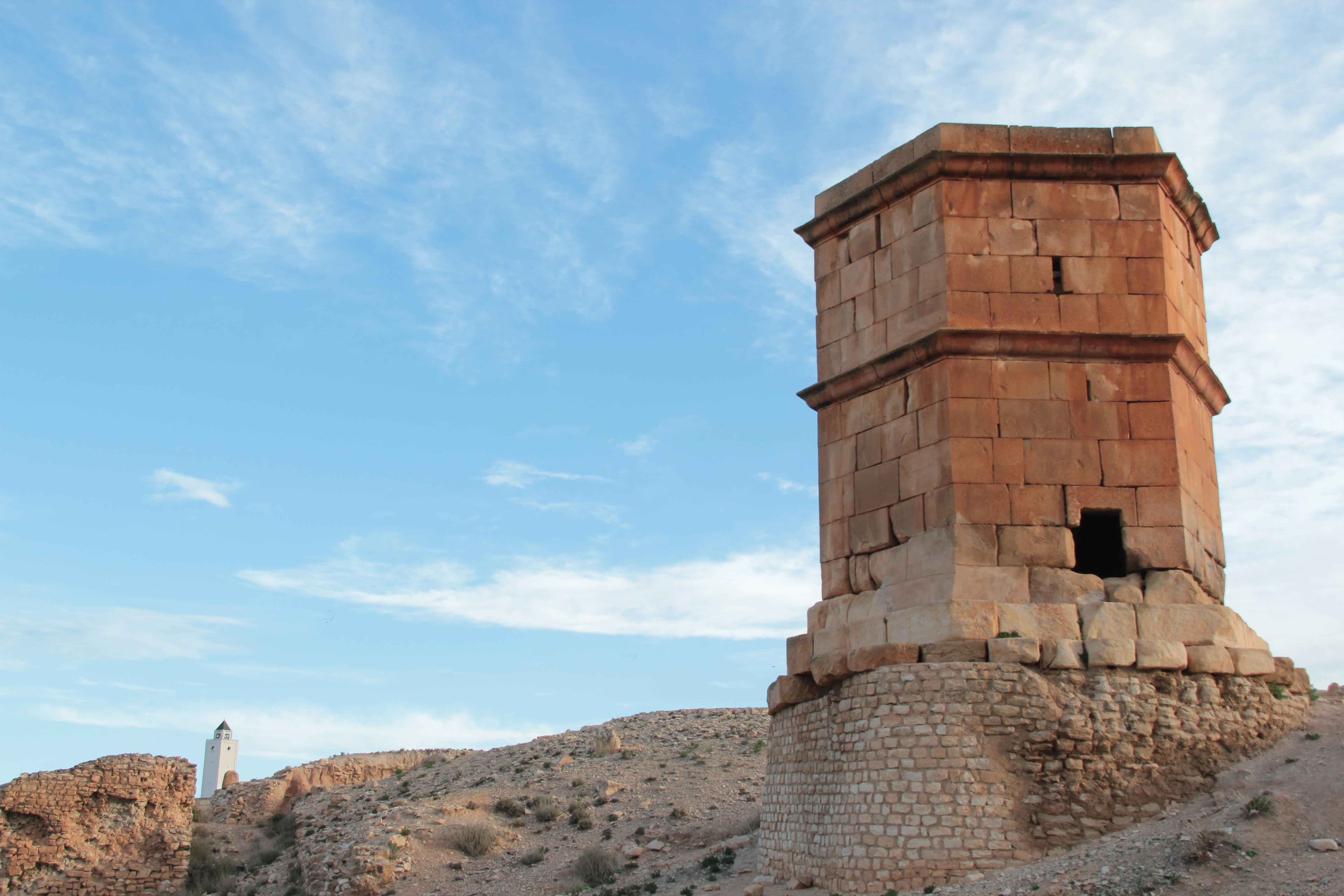
ضريح في شكل سداسي وعلى طابقين، موجود في غرب الموقع الأثري.

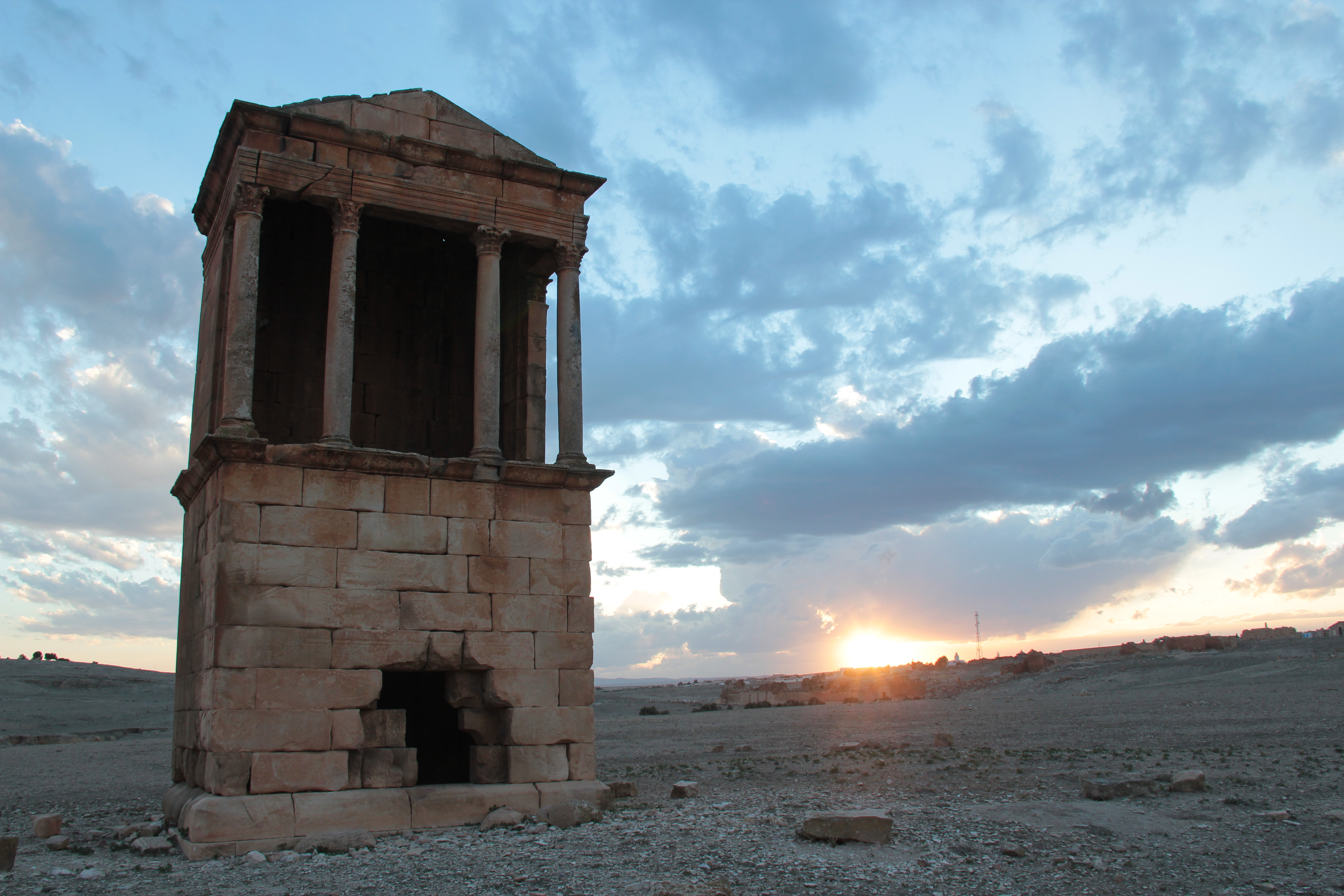
ضريح بأربعة أعمدة ويحتوي على كتابات لاتينية.

هذه المنطقة الأثرية لا تقل قيمة وروعة جمالية عن منتزه سبيطلة ويوجد بها متحف بصدد الإنجاز والتجهيز، تمسح حوالي 150 هك يحد الموقع شرقا مقام علي بن إبراهيم غربا مدينة حيدرة الحديثة وشمالا السكة الحديدية ثم جنوبا وادي حيدرة، ومن أهم المعالم الأثرية:

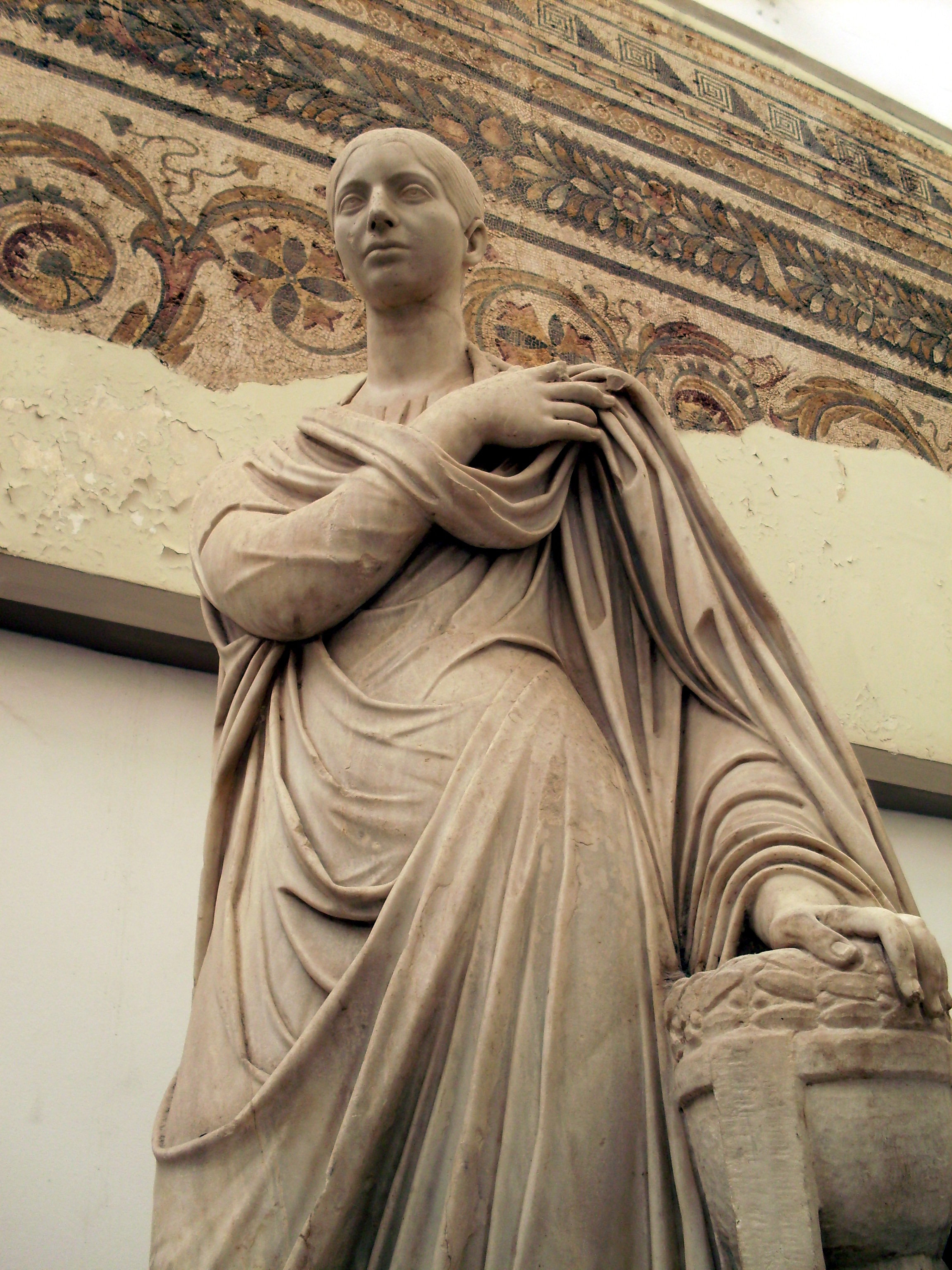
تمثال كريبيريا إنولا موجود في متحف باردو.

- كنيسة ميليوس
- كنيسة الشهداء
- كنيسة الوندال
- كنيسة الحصن
- كنيسة خارج الحصن
- الضريح الرباعي للأعمدة
- الضريح السداسي الشكل
- قوس النصر
- المسرح
- المعبد
- الحصن البيزنطي
- الحمامات.

## مواضيع ذات صلة
- قائمة المعالم الأثرية المصنفة في ولاية القصرين
- الموقع الأثري بسبيطلة
- المتحف الأثري بحيدرة